# 大众夏朗
大众夏朗是由德国大众集团生产的一款七座多功能休旅車，由位於葡萄牙帕爾梅拉的工厂生产。大眾夏朗於1995年至2022年期間生產。大众夏朗共有兩代。第一代於1995年至2010年期間生產，第二代於2010年至2022年期間生產。 